# Brekat
Brekat is een bestuurslaag in het regentschap Tegal van de provincie Midden-Java, Indonesië. Brekat telt 4286 inwoners (volkstelling 2010).